# تپه گورابی و محوطه مجاور
تپه گورابی مربوط به دوران‌های تاریخی پس از اسلام است و در شهرستان کیار و روستای خراجی واقع شده است. این اثر در تاریخ ۲۴ فروردین ۱۳۸۲ با شمارهٔ ثبت ۸۲۳۴ به‌عنوان یکی از آثار ملی ایران به ثبت رسیده است.